# Беленченковский сельский совет
Беленченковский сельский совет (укр. Біленченківська сільська рада) — входит в состав
Гадячского района
Полтавской области
Украины.
Административный центр сельского совета находится в 
с. Беленченковка.

## История
- 1918 — дата образования.

## Населённые пункты совета
- с. Беленченковка
- с. Грипаки
- с. Киблицкое
- с. Ореханово
- с. Осняги
- с. Островерховка
- с. Петроселовка
- с. Писаревщина
- с. Рудиков
- с. Степаненки